# Большое Лобовое
Большое Лобовое (фин. Suuri Otsajärvi) — бессточное озеро на территории Каменногорского городского поселения Выборгского района Ленинградской области.

## Общие сведения
Площадь озера — 0,6 км². Располагается на высоте 52,4 метров над уровнем моря.
Форма озера продолговатая: вытянуто с северо-запада на юго-восток. Берега каменисто-песчаные, возвышенные.
Озеро поверхностных стоков не имеет, но принадлежит бассейну реки Дымовки, которая втекает в реку Вуоксу.
По центру озера расположен один небольшой остров без названия.
С северо-востока к озеру подходит лесная дорога.
Название озера переводится с финского языка как «большое лобовое озеро».
Код объекта в государственном водном реестре — 01040300211102000012486.